# Cerbonius
Cerbonius (* 493 in Nordafrika; † 573 auf der Insel Elba) war ca. 30 Jahre lang Bischof von Populonia. Er wurde heiliggesprochen und ist Schutzpatron der Stadt Massa Marittima in der Toskana, in deren Dom San Cerbone er begraben liegt. Patronatsfest ist am 10. Oktober.

## Leben und Legenden

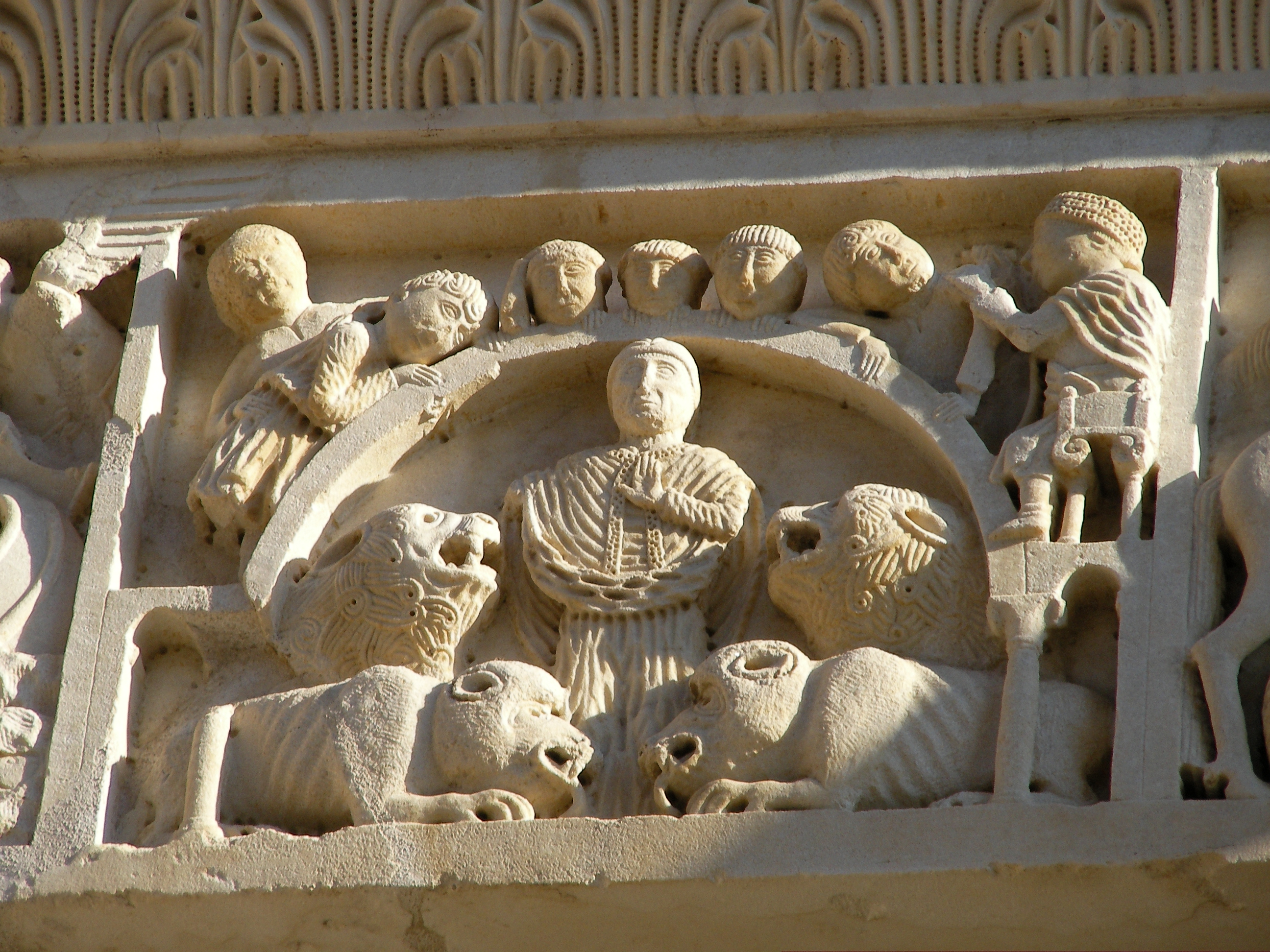
Hl. Cerbonius und die Bären. Relief auf dem Türsturz des Domes San Cerbone, Massa Marittima

Der Überlieferung nach wurde Cerbonius aus seiner Heimat durch die Vandalen vertrieben und flüchtete in das Gebiet der heutigen Toskana. Dort trat er um 540 in die Dienste des Bischofs Florentius von Populonia und wurde dessen Nachfolger.
Die folgenden Legenden, die im Dom San Cerbone mehrfach bildlich dargestellt sind (im Türsturz des Mittelportals, in Reliefs auf seinem Sarkophag, auf der Rosette in der Fassade), sind aus seinem Leben dokumentiert:
- Der Ostgoten-König Totila, der im 6. Jahrhundert Mittelitalien kontrollierte, ließ den Bischof Cerbonius verhaften, weil er einige römische Soldaten vor den Truppen des Königs versteckt hatte. In einer Arena wurde der Häftling einem Bären vorgeworfen, doch dieser griff ihn nicht an, sondern leckte ihm die Füße. Die Zuschauer waren tief beeindruckt, und Totila ließ ihn wieder frei.
- Zerbonius wird von der Glaubensgemeinschaft Populonias zum Papst Vigilius nach Rom zitiert, weil einige Gläubige ihn für einen Ketzer halten, nachdem er geäußert hatte, während der Frühmesse Engelsgesänge hören zu können. Auf der Reise nach Rom heilt der Bischof einige Aussätzige, melkt Hirschkühe und begegnet Gänsen, mit denen er zu sprechen lernt. Er fordert sie auf, ihn nach Rom zu begleiten, und die Tiere folgen ihm (Gänse sind daher das ikonographische Attribut dieses Heiligen). Am Ende glaubt der Papst Cerbonius seine Geschichte. Sie feiern zusammen die Messe im Petersdom und erklären beide einvernehmlich, das Gloria der Engel zu hören.
- Gegen Ende seines Lebens muss Cerbonius vor den Langobarden auf die Insel Elba flüchten. Er verfügte in seinem Testament, in Populonia begraben sein zu wollen; nach seiner Bestattung aber sollten seine Anhänger sofort wieder auf die Insel zurückkehren. Die Freunde befolgten an seinem Todestag das Testament. Das Schiff geriet in einen schweren Sturm, kam aber unversehrt im Hafen von Populonia an. Nach der Beerdigung auf dem lokalen Friedhof ging die Mannschaft trotz des Sturms zügig auf das Schiff zurück und segelte mit vereinten Kräften zurück nach Elba. Der Langobardenkönig nahm noch in dieser Nacht Populonia gewaltsam in Besitz; Cerbonius hatte dies vorausgesehen und seine Freunde gerettet.

Knapp drei Jahrhunderte später wurde Populonia von griechischen Piraten angegriffen. 835 flüchtete der seinerzeitige Bischof von Populonia mit den Gebeinen seines heiligen Vorgängers auf einen Hügel am Rande der Colline Metallifere hoch über der Sumpflandschaft der Maremma. Dies ist die Keimzelle der heutigen Stadt Massa Marittima.